# کشتی در المپیک تابستانی ۱۹۸۸
کشتی در بازی‌های المپیک تابستانی ۱۹۸۸ نام رویداد ورزش کشتی در بازی‌های المپیک تابستانی بود که در سال ۱۹۸۸ برگزار شد.

## مدال‌آوران

### آزاد مردان
| رویداد      | طلا                             | نقره                                 | برنز                           |
| ۴۸ کیلوگرم  | تاکاشی کوبایاشی · ژاپن          | ایوان سونوف · بلغارستان              | سرگی کارامچاکوف · اتحاد شوروی  |
| ۵۲ کیلوگرم  | میتسورو ساتو · ژاپن             | شعبان ترستنا · یوگسلاوی              | ولادیمیر توگوزوف · اتحاد شوروی |
| ۵۷ کیلوگرم  | سرگئی بلوگلازوف · اتحاد شوروی   | عسکری محمدیان · ایران                | نو کیونگ-سون · کره جنوبی       |
| ۶۲ کیلوگرم  | جان اسمیت · ایالات متحده آمریکا | استپان سارکیسیان · اتحاد شوروی       | سیمون شتروف سینیور · بلغارستان |
| ۶۸ کیلوگرم  | آرسن فادزائف · اتحاد شوروی      | پارک جانگ سون · کره جنوبی            | نیت کار · ایالات متحده آمریکا  |
| ۷۴ کیلوگرم  | کنی ماندی · ایالات متحده آمریکا | آلدان وارایف · اتحاد شوروی           | رحمت صوفیادی · بلغارستان       |
| ۸۲ کیلوگرم  | هان میونگ-وون · کره جنوبی       | نجمی گنچالپ · ترکیه                  | یوزف لوهینیا · چکسلواکی        |
| ۹۰ کیلوگرم  | ماخاربک خادارتسف · اتحاد شوروی  | آکیرا اوتا · ژاپن                    | کیم تائه-وود · کره جنوبی       |
| ۱۰۰ کیلوگرم | واسیله پوشکاشو · رومانی         | لری خابلوف · اتحاد شوروی             | بیل شر · ایالات متحده آمریکا   |
| ۱۳۰ کیلوگرم | دیوید گوبجیشویلی · اتحاد شوروی  | بروس بومگارتنر · ایالات متحده آمریکا | آندرس شرودر · آلمان شرقی       |

### فرنگی مردان
| رویداد      | طلا                              | نقره                          | برنز                                 |
| ۴۸ کیلوگرم  | وینچنزو مائنزا · ایتالیا         | آندژی گواب · لهستان           | براتان سنوف · بلغارستان              |
| ۵۲ کیلوگرم  | یون رونینن · نروژ                | آتسوجی میاهارا · ژاپن         | لی جائه-سوک · کره جنوبی              |
| ۵۷ کیلوگرم  | آندراس سایک · مجارستان           | استویان بالوف · بلغارستان     | چارالامبوس چولیدیس · یونان           |
| ۶۲ کیلوگرم  | کاماندار مادژیدوف · اتحاد شوروی  | ژیوکو وانگلوف · بلغارستان     | آن دائه-هیون · کره جنوبی             |
| ۶۸ کیلوگرم  | لوون جولفالاکیان · اتحاد شوروی   | کیم سونگ-مون · کره جنوبی      | تاپیو سیپیلا · فنلاند                |
| ۷۴ کیلوگرم  | کیم یونگ-نام · کره جنوبی         | دولت تورلیخانوف · اتحاد شوروی | یوزف تراچ · لهستان                   |
| ۸۲ کیلوگرم  | میخائیل مامیاشویلی · اتحاد شوروی | تیبور کومارومی · مجارستان     | کیم سانگ-کیو · کره جنوبی             |
| ۹۰ کیلوگرم  | آتاناس کومچف · بلغارستان         | هری هوسکلا · فنلاند           | ولادیمیر پوپوف · اتحاد شوروی         |
| ۱۰۰ کیلوگرم | آندژی ورونسکی · لهستان           | گرهارد هیمل · آلمان غربی      | دنیس کوسلوفسکی · ایالات متحده آمریکا |
| ۱۳۰ کیلوگرم | الکساندر کارلین · اتحاد شوروی    | رانجل گروفسکی · بلغارستان     | توماس یوهانسون · سوئد                |

## جدول مدال‌ها
| رتبه | کشور                      | طلا | نقره | برنز | مجموع |
| ۱    | اتحاد شوروی (URS)         | ۸   | ۴    | ۳    | ۱۵    |
| ۲    | کره جنوبی (KOR)           | ۲   | ۲    | ۵    | ۹     |
| ۳    | ژاپن (JPN)                | ۲   | ۲    | ۰    | ۴     |
| ۴    | ایالات متحده آمریکا (USA) | ۲   | ۱    | ۳    | ۶     |
| ۵    | بلغارستان (BUL)           | ۱   | ۴    | ۳    | ۸     |
| ۶    | لهستان (POL)              | ۱   | ۱    | ۱    | ۳     |
| ۷    | مجارستان (HUN)            | ۱   | ۱    | ۰    | ۲     |
| ۸    | ایتالیا (ITA)             | ۱   | ۰    | ۰    | ۱     |
| ۸    | نروژ (NOR)                | ۱   | ۰    | ۰    | ۱     |
| ۸    | رومانی (ROU)              | ۱   | ۰    | ۰    | ۱     |
| ۱۱   | فنلاند (FIN)              | ۰   | ۱    | ۱    | ۲     |
| ۱۲   | ایران (IRI)               | ۰   | ۱    | ۰    | ۱     |
| ۱۲   | ترکیه (TUR)               | ۰   | ۱    | ۰    | ۱     |
| ۱۲   | آلمان غربی (FRG)          | ۰   | ۱    | ۰    | ۱     |
| ۱۲   | یوگسلاوی (YUG)            | ۰   | ۱    | ۰    | ۱     |
| ۱۶   | چکسلواکی (TCH)            | ۰   | ۰    | ۱    | ۱     |
| ۱۶   | آلمان شرقی (GDR)          | ۰   | ۰    | ۱    | ۱     |
| ۱۶   | یونان (GRE)               | ۰   | ۰    | ۱    | ۱     |
| ۱۶   | سوئد (SWE)                | ۰   | ۰    | ۱    | ۱     |